# Asiaweek

Asiaweek est un ancien magazine hebdomadaire en anglais consacré à l'Asie. Publié par Asiaweek Limited, une filiale du groupe Time basée à Hong Kong, il a été créé en 1975 et a cessé de paraître le 7 décembre 2001, victime d'un « retournement du marché publicitaire » selon Norman Pearlstine, rédacteur en chef de Time. Il tirait à 120 000 exemplaires au moment de sa disparition.
Le magazine avait été associé au Yazhou Zhoukan (en) (亞洲週刊), un hebdomadaire chinois, avant que Time Warner en rachète l'édition en anglais.

## Histoire

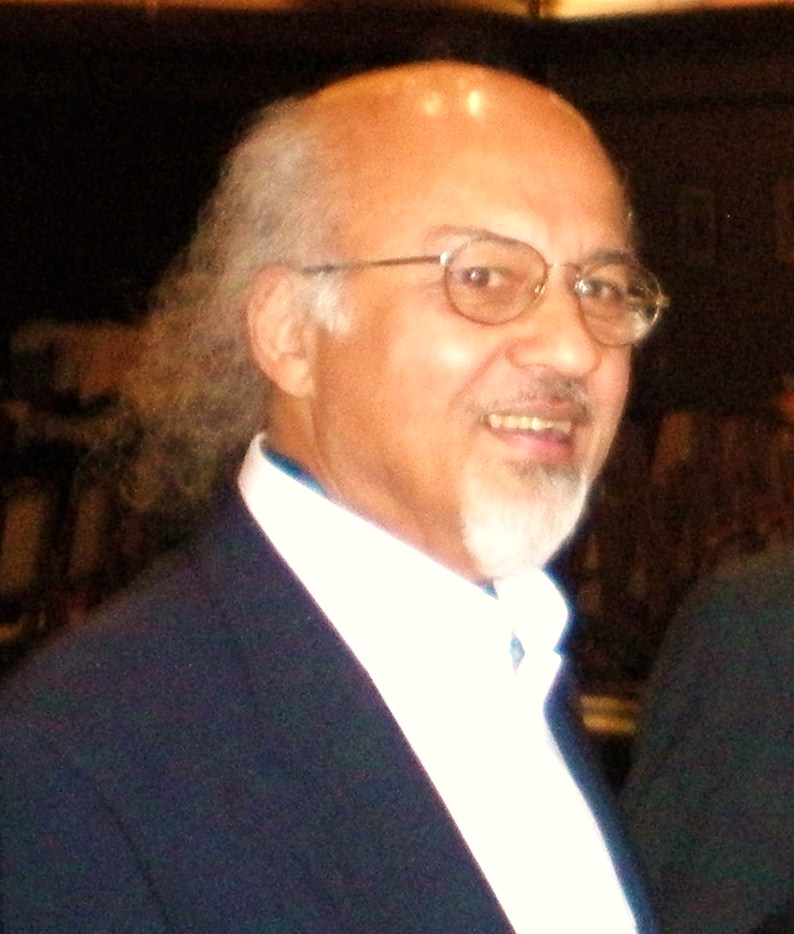
, cofondateur dAsiaweek (photo 2009).

Asiaweek a été fondé en 1975 par le néo-zélandais Michael O'Neill et l'indien T. J. S. George (en), qui avaient travaillé ensemble à la Far Eastern Economic Review mais estimaient qu'elle avait un style pesant et un point de vue trop britannique,. La déclaration d'intention d'Asiaweek le disait bien : « Rapporter exactement et honnêtement l'actualité de l'Asie dans toutes les sphères d'activité humaine, voir le monde d'un point de vue asiatique, être la voix de l'Asie dans le monde. »
Asiaweek a eu 4 rédacteurs en chef durant ses 26 années d'existence : ses concepteurs T.J.S. George et Michael O'Neill, Ann Morrison, qui remplaça à O'Neill en 1994, et Dorinda Elliott, ancienne rédactrice en chef de l'édition asiatique de Newsweek à Hong Kong, à partir d'octobre 2000. Le magazine a toujours évolué avec son temps. Comme l'écrivait TJS George dans l'éditorial du premier numéro en décembre 1975 : « Les choses ont changé, et les valeurs avec elles. C'est une nouvelle Asie, et voici un nouveau magazine pour en rendre compte. »
O'Neill fut aussi le rédacteur en chef et fondateur du Yazhou Zhoukan, lancé par Asiaweek Limited en 1987, Thomas Hon Wing Polin étant son rédacteur exécutif.
En 1985, Time Inc. acquit 84 % d'Asiaweek en rachetant les 80 % détenus par Reader's Digest et 4 % d'intérêts locaux. Les 16 % restants appartenaient à Michael O'Neill. 
En 1994, Time remplaça O'Neill à la tête du journal par Ann Morrison, qui travaillait auparavant au magazine Fortune (une autre publication de Time Warner) à New York.

### Disparition
TJS George, qui avait quitté Asiaweek avant le début de ses problèmes, déplore la mort du magazine après le renvoi d'O'Neill. Son seul regret, dit-il, est la façon dont « le magazine fut corrompu par ceux-là mêmes qui s'étaient chargés de le nourrir. C'est pour cela que je ne le pleure pas aujourd'hui : le concept lui-même a été tué en 1994 lorsque Mike a été renvoyé par la nouvelle équipe. Sa disparition [en 2001] est un simple enterrement. »
Selon Time, la fin du journal est due à un effondrement des ressources publicitaires. Ses dirigeants insistent sur le fait que leur décision était basée sur des considérations économiques, et non d'ordre éditorial.
L'éditorialiste du New York Times Thomas Crampton explique « Dans les années 1980, Asiaweek et Far Eastern Economic Review étaient les seuls hebdomadaires fortement orientés vers l'Asie. Mais la concurrence a augmenté dans les années 1990, lorsque des groupes de médias globaux et régionaux ont lancé des éditions régionales. Outre plusieurs petits magazines financés régionalement, The Economist, Fortune, BusinessWeek et Forbes ont tous commencé une expansion agressive en Asie. Ces titres globaux bénéficiaient d'économie d'échelle et pouvaient se contenter d'équipes locales squelettiques. »
Selon Crampton, en plus de la « compétition brutale pour des ressources publicitaires limitées », une autre raison possible de la liquidation du magazine était « l'étreinte étouffante de géants américains des médias et leur point de vue américano-centré. » Pour T.J.S. George, aujourd'hui consultant éditorial pour le groupe New Indian Express (en), la décision de Time Warner a à voir avec les craintes qu'avait de l'Asie un monde médiatique américano-centré. « Les mandarins de Manhattan connaissent le potentiel de l'Asie. Ils veulent un monopole total pour Time. »